# Bahal
Bahal is een bestuurslaag in het regentschap Padang Lawas Utara van de provincie Noord-Sumatra, Indonesië. Bahal telt 1273 inwoners (volkstelling 2010).